# Zdravko Krivokapić
Pour les articles homonymes, voir Krivokapić.
Zdravko Krivokapić (en monténégrin : Здравко Кривокапић) est un universitaire, écrivain, activiste et homme d'État monténégrin, né le 2 septembre 1958 à Nikšić (République socialiste du Monténégro). Il est Premier ministre entre 2020 et 2022.
Il enseigne le génie mécanique à l'université du Monténégro à partir de 1999. Il s'engage en politique en 2020 en co-fondant Nous ne vous donnerons pas le Monténégro, une organisation non gouvernementale soutenant l'Église orthodoxe serbe au Monténégro contre la loi de liberté religieuse permettant la nationalisation des biens ecclésiastiques.
Quelques mois plus tard, il conduit la liste de la coalition Pour le futur du Monténégro (ZBCG) aux élections législatives. Après ce scrutin, qui se traduit par une alternance historique depuis 1990, il forme le nouveau gouvernement. Il est renversé au bout d'un an et demi.

## Jeunesse et études
Zdravko Krivokapić naît le 2 septembre 1958 à Nikšić, une ville de la république socialiste du Monténégro, alors partie intégrante de la république fédérative populaire de Yougoslavie.
Il suit un cursus au sein du département de génie de la production de la faculté de génie mécanique de l'université du Monténégro, où il obtient son diplôme en 1981 en étant premier de sa promotion. Après un stage en 1982 dans l'entreprise sidérurgique Boris Kidrič à Nikšić, il s'inscrit en 1983 à la faculté de génie mécanique de l'université de Belgrade, où il poursuit des études de troisième cycle  dans le domaine du génie de la production.

## Carrière académique
Zdravko Krivokapić soutient son mémoire de maîtrise, intitulé « Planification et gestion des stocks de pièces détachées », en 1989. Quatre ans plus tard, il passe avec succès son doctorat en présentant sa thèse « Contribution à la conception automatique du processus technologique de découpe au moyen d'un système expert » à l'université du Monténégro.
Il commence sa carrière universitaire en 1983, comme assistant stagiaire au département de génie de la production de la faculté de génie mécanique, à Podgorica. Il est nommé professeur assistant de l'université du Monténégro en 1994, puis professeur associé cinq ans plus tard, et enfin professeur en service ordinaire en 2004. Il est alors désigné pour enseigner l'informatique et les systèmes de gestion de la qualité.
Dans le cadre de ses recherches scientifiques, il a publié plus de 250 articles dans des revues internationales et nationales. Il est l'auteur de 16 livres et manuels.

## Engagement politique

### Contre la loi pour la liberté religieuse
Zdravko Krivokapić participe en 2019 aux manifestations contre la corruption. Il s'engage à nouveau dans le mouvement social en 2020, rejoignant les protestations contre la loi de liberté religieuse — défendue par le gouvernement monténégrin de Duško Marković — qui permet de nationaliser les biens de l'Église orthodoxe serbe au Monténégro.
Au milieu de l'année, après que la loi a été adoptée par le Parlement, il est élu premier président de l'organisation non gouvernementale soutenue par l'Église orthodoxe Nous ne vous donnerons pas le Monténégro (NDCG), fondée par des universitaires et intellectuels soutenant le clergé. En peu de temps, NDCG organise des manifestations publiques auxquelles participent notamment l'évêque de Budimlje-Nikšić Joanikije Mićović (en) et le recteur du séminaire théologique de Cetinje Gojko Perović (en).

### Élections législatives de 2020
Le 1er août 2020, le Front démocratique (DF), le Mouvement populaire (en) (NP) et le Parti socialiste populaire (SNP) conviennent de former une coalition dans la perspective des élections législatives du 30 août, sous le nom de « Pour le futur du Monténégro » (ZBCG). Zdravko Krivokapić, qui n'appartient à aucun parti politique, est investi pour conduire la liste de candidats. En conséquence, ce dernier démissionne de la présidence de l'organisation NDCG.
Il annonce que les principaux objectifs de la coalition ZBCG sont la protection des droits de l'homme, la garantie des libertés d'expression, de l'information, de pensée et de religion. Il explique, une semaine après sa désignation, que la personnalité ayant eu une influence décisive sur son engagement en politique est l'homme d'affaires Daka Davidović (sr), victime d'une tentative d'assassinat à Belgrade en décembre 2019.

### Premier ministre

#### Majorité possible
Au soir des élections, la coalition Pour le futur du Monténégro devient la deuxième force politique du pays avec plus de 30 % des suffrages exprimés, suivant d'assez près le Parti démocratique socialiste (DPS) du président Milo Đukanović. Les bons résultats des alliances La paix est notre nation (MNN) et Blanc sur noir (CNB) accordent 41 députés sur 81 à l'opposition et privent pour la première fois depuis 1990 le DPS de la possibilité de diriger le gouvernement.
La victoire de l'opposition est accueillie froidement par les chancelleries occidentales, qui la soupçonnent d’être pro-serbe ou pro-russe. L’ambassadrice des États-Unis appelle publiquement Zdravko Krivokapić « à veiller à ce que les personnes nommées dans le nouveau gouvernement, en particulier à des postes sensibles dans le secteur de la sécurité, aient un attachement avéré aux valeurs occidentales, à la souveraineté monténégrine et à la ligne euroatlantique, qui comprend les responsabilités envers l’OTAN ».
Aux côtés d'Aleksa Bečić (MNN) et Dritan Abazović (CNB), Zdravko Krivokapić signe le 9 septembre un accord fixant les principes selon lesquels les trois cartels formeront une majorité gouvernementale, notamment le renforcement des liens avec l'Organisation du traité de l'Atlantique nord, la poursuite de la procédure d'adhésion du Monténégro à l'Union européenne, la lutte contre la corruption, la dépolitisation de l'administration publique, le respect des symboles de l'État monténégrin et de la reconnaissance de l'indépendance du Kosovo.

#### Mandataire présidentiel

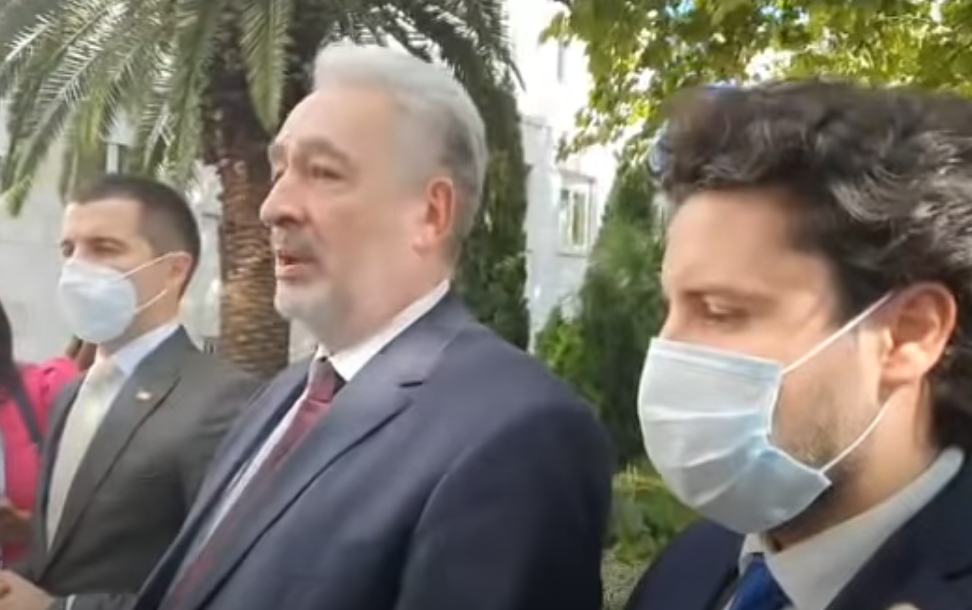
Le 8 octobre 2020, Zdravko Krivokapić est mandaté pour former le prochain gouvernement monténégrin.

À l'occasion de la séance d'installation de la nouvelle législature le 23 septembre, les 41 députés de la nouvelle majorité parlementaire font parvenir une lettre à Milo Đukanović lui demandant de charger Zdravko Krivokapić de constituer le nouvel exécutif du pays. Le chef de l'État accède à leur requête deux semaines plus tard, après avoir reçu en consultation les dirigeants de la future coalition au pouvoir. Le mandataire présidentiel bénéficie alors d'un mois pour présenter son programme et le nouvel exécutif aux députés. Trois semaines après sa désignation, il entre en conflit avec le Front démocratique à propos des nominations ministérielles : Zdravko Krivokapić souhaite en effet que les dirigeants des partis de sa majorité ne participent pas au conseil des ministres, au profit d'experts, sans exclure cependant les formations politiques du processus de formation gouvernementale. Cette idée est repoussée par les cadres du DF, l'un d'eux évoquant même pour son parti le poste de ministre de l'Intérieur avec titre de vice-Premier ministre.
Il présent effectivement son équipe gouvernementale, réduite à 12 membres, le 6 novembre, et celle-ci réunit effectivement des techniciens, seul le vice-Premier ministre et ministre de la Défense pressenti était membre d'un parti de la majorité, en l'espèce le chef de l'URA Dritan Abazović. Son candidat au ministère de l'Intérieur Nikola Terzić renonce cinq jours plus tard, la presse ayant révélé ses liens étroits avec l'URA alors qu'il était présenté comme éloigné de toute attache partisane.

#### Ministres et investiture
Le 12 novembre, Zdravko Krivokapić annonce que son cabinet se soumettra au vote d'investiture du Parlement le 2 décembre, disant comprendre que les citoyens trouvent ce délai long mais soulignant que lui avait respecté l'engagement de présenter une liste ministérielle pour le 8 novembre. Il présente effectivement sa liste le 6 novembre, confiant la direction de 11 ministères à des technocrates, le département de la Défense revenant au chef de file de l'URA Dritan Abazović, par ailleurs nommé vice-Premier ministre.
La composition du gouvernement est assez hétéroclite, comprenant des libéraux atlantistes et des conservateurs favorables à la Serbie, ainsi que quelques écologistes et anciens socialistes.
Cinq jours plus tard, le candidat au ministère de l'Intérieur Nikola Terzić annonce qu'il se rétracte, après que les médias ont révélé qu'il entretenait des liens politiques avec le parti URA alors qu'il est officiellement présenté comme extérieur à toute attache partisane. Le 12 novembre, le Premier ministre désigné indique que son gouvernement sera élu par les députés trois semaines plus tard, le 2 décembre. Une liste amendée des ministres, qui attribue à nouveau le ministère de l'Intérieur et change le titulaire du ministère de la Défense, est présentée le 27 novembre.
Après deux jours de débats, le Parlement accorde le 4 décembre sa confiance à sa liste de ministres par 41 voix favorables sur 70 députés présents.

#### Renversement
Le 19 janvier 2022, l'Action réformée unie annonce le dépôt d'une motion de censure conjointement avec les partis de l'opposition parlementaire, officiellement dans le but de vérifier si le gouvernement dispose toujours d'une majorité au Parlement. La motion est soumise au vote le 4 février et est adoptée par 43 voix pour et 11 voix contre, tandis que le principal groupe parlementaire de l'ex-majorité gouvernementale préfère boycotter le scrutin. Le vice-Premier ministre Dritan Abazović annonce son intention de mener des négociations afin d'établir un gouvernement minoritaire, auquel toutes les formations d'opposition — dont le Parti démocratique des socialistes du président Milo Đukanović — promettent leur soutien,.
Formellement chargé de former le nouvel exécutif monténégrin le 3 mars suivant, Abazović obtient le 28 avril la confiance des députés par 45 voix favorables, lors d'un vote boycotté par Pour le futur du Monténégro (que le Parti socialiste populaire du Monténégro a quitté) et La paix est notre nation.